# 69. ceremonia wręczenia Złotych Globów
69. ceremonia wręczenia Złotych Globów za rok 2011, nagród przyznawanych przez Hollywoodzkie Stowarzyszenie Prasy Zagranicznej (HFPA) miała miejsce 15 stycznia 2012 roku w Beverly Hilton Hotel w Hollywood. Ceremonię na terenie USA transmitowała stacja NBC. Galę poprowadził, podobnie jak w zeszłych latach, komik Ricky Gervais.
Nominacje do nagród ogłoszone zostały 15 grudnia 2011 roku, przez Prezydenta HFPA, Aidę Takla-O’Reilly oraz aktorów Geralda Butlera, Woody’ego Harrelsona, Rashidę Jones i Sofię Vergarę.
"Gwiazdą Złotych Globów” wybrana została Rainey Qualley, córka aktorki Andie MacDowell.
Nagroda im. Cecila B. DeMille’a została przyznana aktorowi Morganowi Freemanowi.

## Laureaci i nominowani
Laureaci nagród wyróżnieni są wytłuszczeniem

### Produkcje kinowe

#### Najlepszy film dramatyczny
- Spadkobiercy
  - Służące
  - Hugo i jego wynalazek
  - Idy marcowe
  - Moneyball
  - Czas wojny

#### Najlepszy film komediowy lub musical
- Artysta
  - 50/50
  - Druhny
  - Mój tydzień z Marilyn
  - O północy w Paryżu

#### Najlepsza aktorka w filmie dramatycznym
- Meryl Streep − Żelazna Dama
  - Glenn Close − Albert Nobbs
  - Viola Davis − Służące
  - Rooney Mara − Dziewczyna z tatuażem
  - Tilda Swinton − Musimy porozmawiać o Kevinie

#### Najlepsza aktorka w filmie komediowym lub musicalu
- Michelle Williams − Mój tydzień z Marilyn
  - Jodie Foster − Rzeź
  - Charlize Theron − Kobieta na skraju dojrzałości
  - Kristen Wiig − Druhny
  - Kate Winslet − Rzeź

#### Najlepszy aktor w filmie dramatycznym
- George Clooney − Spadkobiercy
  - Leonardo DiCaprio − J. Edgar
  - Michael Fassbender − Wstyd
  - Ryan Gosling − Idy marcowe
  - Brad Pitt − Moneyball

#### Najlepszy aktor w filmie komediowym lub musicalu
- Jean Dujardin − Artysta
  - Brendan Gleeson − Gliniarz
  - Joseph Gordon-Levitt − 50/50
  - Ryan Gosling − Kocha, lubi, szanuje
  - Owen Wilson − O północy w Paryżu

#### Najlepsza aktorka drugoplanowa
- Octavia Spencer − Służące
  - Bérénice Bejo − Artysta
  - Jessica Chastain − Służące
  - Janet McTeer − Albert Nobbs
  - Shailene Woodley − Spadkobiercy

#### Najlepszy aktor drugoplanowy
- Christopher Plummer − Debiutanci
  - Kenneth Branagh − Mój tydzień z Marilyn
  - Albert Brooks − Drive
  - Jonah Hill − Moneyball
  - Viggo Mortensen − Niebezpieczna metoda

#### Najlepszy reżyser
- Martin Scorsese − Hugo i jego wynalazek
  - Woody Allen − O północy w Paryżu
  - George Clooney − Idy marcowe
  - Michel Hazanavicius − Artysta
  - Alexander Payne − Spadkobiercy

#### Najlepszy scenariusz
- Woody Allen − O północy w Paryżu
  - George Clooney, Grant Heslov i Beau Willimon − Idy marcowe
  - Michel Hazanavicius − Artysta
  - Alexander Payne, Nat Faxon i Jim Rash − Spadkobiercy
  - Steven Zaillian i Aaron Sorkin − Moneyball

#### Najlepszy film nieanglojęzyczny
- Rozstanie
  -  Kwiaty wojny
  -  Kraina miodu i krwi
  -  Chłopiec na rowerze
  -  Skóra, w której żyję

#### Najlepsza muzyka
- Ludovic Bource − Artysta
  - Trent Reznor i Atticus Ross − Dziewczyna z tatuażem
  - Howard Shore − Hugo i jego wynalazek
  - John Williams − Czas wojny
  - Abel Korzeniowski − W.E.

#### Najlepsza piosenka
- Masterpiece z filmu W.E. (muzyka i tekst: Madonna, Julie Frost i Jimmy Harry)
  - Lay Your Head Down z filmu Albert Nobbs (muzyka: Brian Byrne; tekst: Glenn Close)
  - Hello Hello z filmu Gnomeo i Julia (muzyka: Elton John; tekst: Bernie Taupin)
  - The Living Proof z filmu Służące (muzyka: Thomas Newman, Mary J. Blige i Harvey Mason Jr.; tekst: Mary J. Blige, Harvey Mason Jr. i Damon Thomas)
  - The Keeper z filmu Kaznodzieja z karabinem (muzyka i tekst: Chris Cornell)

#### Najlepszy film animowany
- Przygody Tintina
  - Auta 2
  - Artur ratuje gwiazdkę
  - Kot w butach
  - Rango

### Produkcje telewizyjne

#### Najlepszy serial dramatyczny
- Homeland, Showtime
  - American Horror Story, FX
  - Zakazane imperium, HBO
  - Boss, Starz
  - Gra o tron, HBO

#### Najlepszy serial komediowy
- Współczesna rodzina, ABC
  - Iluminacja, HBO
  - Odcinki, Showtime
  - Glee, FOX
  - Jess i chłopaki, FOX

#### Najlepszy miniserial lub film telewizyjny
- Downton Abbey, ITV
  - Cinema Verite, HBO
  - Czas prawdy, BBC
  - Mildred Pierce, HBO
  - Zbyt wielcy, by upaść, HBO

#### Najlepsza aktorka w serialu dramatycznym
- Claire Danes − Homeland
  - Mireille Enos − Dochodzenie
  - Julianna Margulies − Żona idealna
  - Madeleine Stowe − Zemsta
  - Callie Thorne − Nie ma lekko

#### Najlepszy aktor w serialu dramatycznym
- Kelsey Grammer − Boss
  - Steve Buscemi − Zakazane imperium
  - Bryan Cranston − Breaking Bad
  - Jeremy Irons − Rodzina Borgiów
  - Damian Lewis − Homeland

#### Najlepsza aktorka w serialu komediowym
- Laura Dern − Iluminacja
  - Laura Linney − Słowo na R
  - Zooey Deschanel − Jess i chłopaki
  - Tina Fey − Rockefeller Plaza 30
  - Amy Poehler − Parks and Recreation

#### Najlepszy aktor w serialu komediowym
- Matt LeBlanc − Odcinki
  - Alec Baldwin − Rockefeller Plaza 30
  - David Duchovny − Californication
  - Johnny Galecki − Teoria wielkiego podrywu
  - Thomas Jane − Wyposażony

#### Najlepsza aktorka w miniserialu lub filmie telewizyjnym
- Kate Winslet − Mildred Pierce
  - Romola Garai − Czas prawdy
  - Diane Lane − Cinema Verite
  - Elizabeth McGovern − Downton Abbey
  - Emily Watson − U boku oskarżonego

#### Najlepszy aktor w miniserialu lub filmie telewizyjnym
- Idris Elba − Luther
  - Hugh Bonneville − Downton Abbey
  - William Hurt − Zbyt wielcy, by upaść
  - Bill Nighy − Ósma strona
  - Dominic West − Czas prawdy

#### Najlepsza aktorka drugoplanowa w serialu, miniserialu lub filmie telewizyjnym
- Jessica Lange − American Horror Story
  - Maggie Smith − Downton Abbey
  - Kelly Macdonald − Zakazane imperium
  - Evan Rachel Wood − Mildred Pierce
  - Sofía Vergara − Współczesna rodzina

#### Najlepszy aktor drugoplanowy w serialu, miniserialu lub filmie telewizyjnym
- Peter Dinklage − Gra o tron
  - Paul Giamatti − Za wielcy, by upaść
  - Guy Pearce − Mildred Pierce
  - Tim Robbins − Cinema Verite
  - Eric Stonestreet − Współczesna rodzina

### Nagroda Cecila B. DeMille’a
- Morgan Freeman

### Gwiazda Złotych Globów
- Rainey Qualley

## Podsumowanie ilości nominacji
(Ograniczenie do dwóch nominacji)

### Kino
6: Artysta
5: Spadkobiercy, Służące
4: Idy marcowe, Moneyball, O północy w Paryżu
3: Hugo i jego wynalazek, Mój tydzień z Marilyn, Albert Nobbs
2: W.E., Czas wojny, 50/50, Dziewczyna z tatuażem, Druhny, Rzeź

### Telewizja
4: Mildred Pierce, Downton Abbey
3: Zakazane imperium, Homeland, Współczesna rodzina, Cinema Verite, Czas prawdy, Za wielcy, by upaść
2: American Horror Story, Rockefeller Plaza 30, Boss, Gra o tron, Iluminacja, Odcinki, Jess i chłopaki